# Мисліно
Мисліно (пол. Myślino, нім. Moitzlin) — село в Польщі, у гміні Ґосьцино Колобжезького повіту Західнопоморського воєводства.